# Dimitri Van den Bergh
Dimitri Van den Bergh (Antwerpen, 1994. július 8. –) belga dartsjátékos. 2012 és 2013 között a British Darts Organisation, majd 2013-tól a Professional Darts Corporation tagja. 2017-ben és 2018-ban megnyerte a PDC ifjúsági világbajnokságát. Beceneve "The Dreammaker".

## Pályafutása

### BDO
2013-ban Van den Bergh megnyerte a British Teenage Open-t, a döntőben Billy Longshawt győzte le 3–0 arányban. Két hónappal később a PDC Challenge Tour versenysorozatot nyerte meg, a döntőben ezúttal Reece Robinsont győzte le 4–0-ra.

### PDC
2014-ben lépett be a Q Schoolba, hogy megpróbáljon PDC Tour-kártyát szerezni, de a négy állomás egyikén sem jutott tovább a legjobb 64 mezőnyénél. Ezt követően az Egyesült Királyság nyílt és európai turnéinak selejtezőiben indult. A 2014-es PDC European Tour első állomásán, a német bajnokságon 6–2-vel veszített Ronnie Baxter ellen, annak ellenére, hogy átlagban 102,94-et dobott. Van den Bergh az év folyamán három ifjúsági kupát nyert, a huszonegy év alattiak világbajnokságán a legjobb tizenhat közé jutott. Teljesítményével a PDC-nél két évre szóló szabad kártyát szerzett a szervezet versenyeire.
Van den Bergh két Development Tour címet nyert 2015-ben.  Részt vehetett a 2015-ös World Darts Finals elnevezésű tornán, ahol az első fordulóban Max Hopptól kapott ki 6–3-ra, és ahol először játszhatott televíziós közvetítés mellett.
A 2016-os világbajnokságon az első fordulóban 3–1-re nyert Ian White ellen. A következő körben 4–2-re veszített Benito van de Pas ellen, de bevonuló zenéje alatt bemutatott tánckoreográfiájával nagy közönségsikert aratott. A PDC Pro Tour sorozat 15. állomásán az elődöntőig jutott, ott Michael van Gerwen győzte le 6–2 arányban. Az Ifjúsági világbajnokságon az elődöntőben a későbbi győztes Corey Cadby-tól kapott ki 6–3-ra.
A 2017-es világbajnokságon az első körben 3–2-re kikapott Cristo Reyestől. A 2017-es ifjúsági világbajnokság döntőjében domináns játékkal győzte le 6–3-ra Josh Payne-t, megszerezve ezzel a korosztályos világbajnoki címet.
A 2018-as világbajnokságon a negyeddöntőig jutott, ahol szoros játszmában, 5–4-re kapott ki Rob Crosstól.
2020-ban megnyerte az első nagy PDC-trófeáját, miután a World Matchplayen előbb búcsúztatta Nathan Aspinallt (10–5), Adrian Lewist (16–12) és Glen Durrantet, majd a döntőben 18–10 arányban Gary Andersonnál is jobbnak bizonyult.
A novemberben rendezett Grand Slam of Darts csoportkörének első fordulójában 114,85-ös átlagot dobva győzte le Ricky Evanst, ezzel pedig megdöntötte Phil Taylor addigi versenyben dobott rekordját.
2021-ben a világbajnokságon a 16 között kapott ki Dave Chisnall, a későbbi elődöntős ellen, de a Matchplay után Premier League tag lehetett és csak egy hajszál híján nem jutott a 4 közé, az 5. helyen zárt.

## Világbajnoki szereplései

### PDC
- 2016: Második kör (vereség  Benito van de Pas ellen 2–4)
- 2017: Első kör (vereség  Cristo Reyes ellen 2–3)
- 2018: Negyeddöntő (vereség  Rob Cross ellen 4–5)
- 2019: Harmadik kör (vereség  Luke Humphries ellen 1–4)
- 2020: Negyeddöntő (vereség  Nathan Aspinall ellen 3–5)
- 2021: Negyedik kör (vereség  Dave Chisnall ellen 2–4)
- 2022: Második kör (vereség  Florian Hempel ellen 1–3)
- 2023: Elődöntő (vereség  Michael van Gerwen ellen 0–6)
- 2024: Második kör (vereség  Florian Hempel ellen 2–3)
- 2025: Harmadik kör (vereség  Callan Rydz ellen 0–4)

## Döntői

### PDC nagytornák: 3 döntős szereplés
| Történet              |
| World Matchplay (1–1) |
| UK Open (1–0)         |

| Eredmény | Sorszám | Év   | Bajnokság       | Ellenfél a döntőben | Pontok    |
| Győztes  | 1.      | 2020 | World Matchplay | Gary Anderson       | 18–10 (l) |
| Döntős   | 1.      | 2021 | World Matchplay | Peter Wright        | 9–18 (l)  |
| Győztes  | 2.      | 2024 | UK Open         | Luke Humphries      | 11–10 (l) |

### PDC World Series of Darts tornák: 5 döntős szereplés
| Történet                           |
| World Series of Darts Finals (0–1) |
| World Series of Darts (2–2)        |

| Eredmény | Sorszám | Év   | Bajnokság                    | Ellenfél a döntőben  | Pontok   |
| Döntős   | 1.      | 2018 | German Darts Masters         | Mensur Suljović      | 2–8 (l)  |
| Döntős   | 2.      | 2021 | World Series of Darts Finals | Jonny Clayton        | 6–11 (l) |
| Győztes  | 1.      | 2022 | Nordic Darts Masters         | Gary Anderson        | 11–5 (l) |
| Győztes  | 2.      | 2022 | Dutch Darts Masters          | Dirk van Duijvenbode | 8–2 (l)  |
| Döntős   | 3.      | 2023 | Poland Darts Masters         | Michael van Gerwen   | 3–8 (l)  |

1. 1 2  (l) = pontszám legekben, (sz) = pontszám szettekben.

## További tornagyőzelmei
| Players Championships - Players Championship (BAR): 2021 - Players Championship (NIE): 2021 - Players Championship (HIL): 2024 PDC Challenge Tour - Challenge Tour (ENG): 2013 PDC Development Tour - Development Tour: 2014 (x3), 2015 (x2), 2016, 2017, 2018 (x2) | PDC World Youth Championship - World Youth Championship: 2017, 2018 World Series of Darts Events - Dutch Darts Masters: 2022 - Nordic Darts Masters: 2022 - British Teenage Open: 2013 - Hemeco Open Rosmalen: 2016 |

## Televíziós kilencnyilasai
| Időpont            | Ellenfél           | Torna               | Kombináció                      | Díjazás  |
| ------------------ | ------------------ | ------------------- | ------------------------------- | -------- |
| 2018. november 14. | Stephen Bunting    | Grand Slam of Darts | 3 x T20; 3 x T20; T20, T19, D12 | 25 000 £ |
| 2024. július 14.   | Martin Schindler   | World Matchplay     | 3 x T20; 3 x T20; T20, T19, D12 | —        |
| 2025. február 1.   | Michael van Gerwen | PDC World Masters   | 3 x T20; 3 x T20; T20, T15, D18 | —        |